# Göhl (gmina)
Göhl – gmina w Niemczech w kraju związkowym Szlezwik-Holsztyn, w powiecie Ostholstein, wchodzi w skład urzędu Oldenburg-Land.